# Media Luna Roja Turca

Bandera.

La Media Luna Roja Turca (en turco: Türk Kızılayı o solamente Kızılay) es la organización turca que es el equivalente de las organizaciones nacionales de Cruz Roja en la mayoría de los países del mundo islámico.

## Nombre e historia
Kızılay fue fundada en 1868, en el período del Imperio Otomano
bajo el nombre de Hilal-i Ahmer. Tanto el nombre actual como el original tienen la palabra "roja" (Kızıl en idioma turco y "Ahmer" en el idioma turco otomano); mientras la palabra Hilal (medialuna) ha sido reemplazada por Ay (luna) en el nombre actual.